# Fairey Delta 2
Le Fairey Delta 2 est un avion expérimental britannique conçu dans les années 1950 afin d'étudier le concept de l'aile delta. Deux prototypes furent construits, le premier fut par la suite équipé d'une voilure ogivale semblable à celle qui équipera le Concorde, il sera alors re-désigné BAC 221.

## Conception

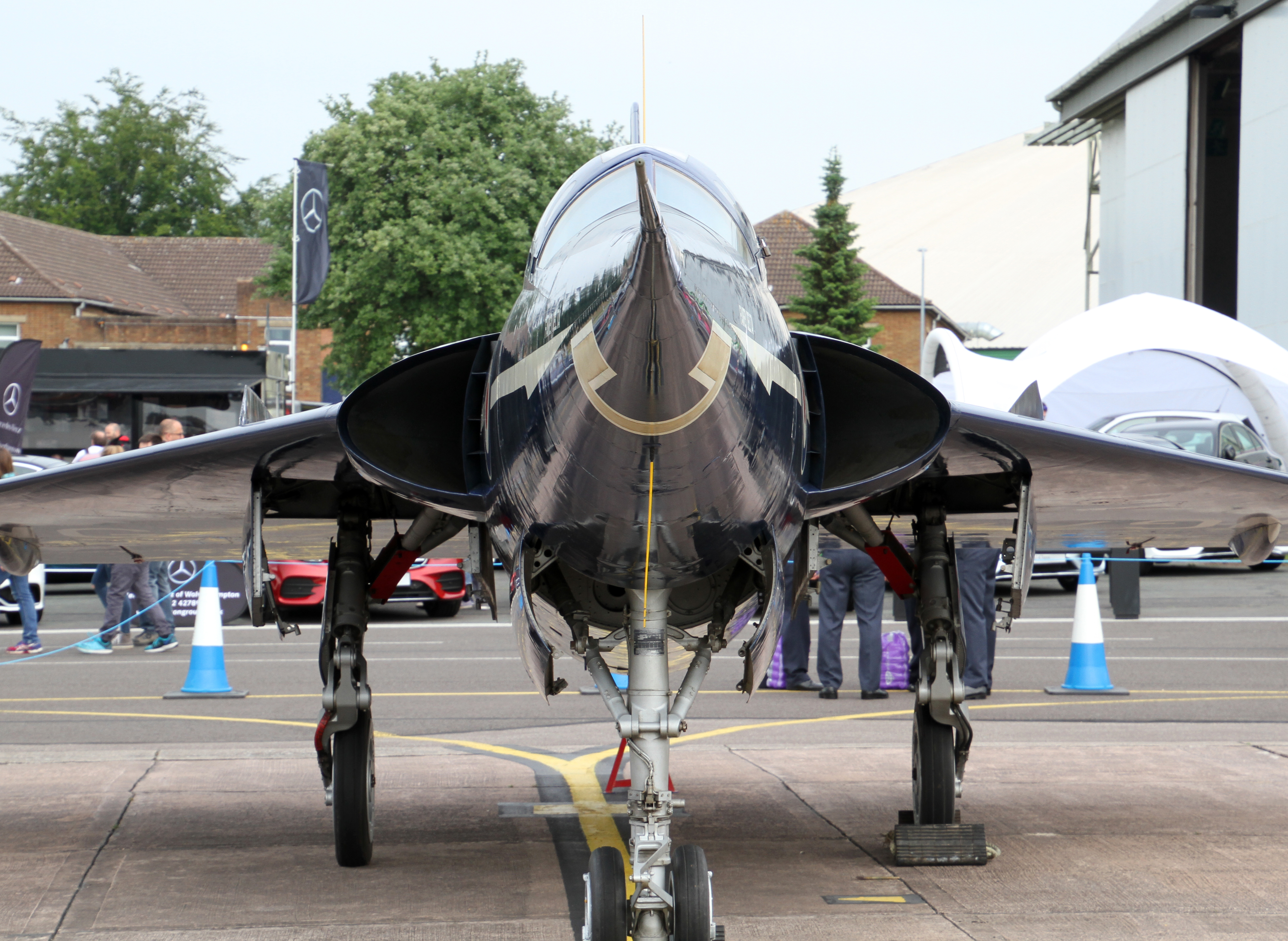
Fairey Delta II 2

En 1947, après avoir validé le concept de l'aile delta avec des prototypes lancés verticalement, la société Fairey fut sollicitée pour étudier le comportement de ce type d'aile à des vitesses supersoniques. Anticipant la demande des services officiels britanniques, Fairey commença l'étude d'un avion piloté expérimental. Lorsque la demande officielle arriva, English Electric et Fairey obtinrent chacun un contrat, English Electric pour un prototype P.1 qui débouchera sur le Lightning, et Fairey pour le Delta 2.
Du fait de la priorité accordée au programme d'avions de lutte anti-sous-marine, Gannet, la construction du premier prototype ne commença qu'en 1952. Celui-ci effectua son premier vol le 6 octobre 1954, mais à la suite des avaries subies lors d'un atterrissage forcé dû à une panne moteur, le Delta 2 ne franchit le mur du son pour la première fois qu'en octobre 1955.
Enfin, le 10 mars 1956, le Delta 2 montra ses véritables capacités en établissant un nouveau record du monde de vitesse en ligne droite aux mains de Peter Twiss, atteignant 1 822 km/h, pulvérisant ainsi le record du North American F-100 Super Sabre établi huit mois plus tôt à 1 323 km/h. Par la même occasion, il franchit la barrière symbolique dans le monde anglo-saxon des 1 000 miles par heure.
En février 1956, le second prototype du Delta 2 effectua son premier vol. Les deux appareils effectuèrent alors de nombreux vols expérimentaux qui se révélèrent particulièrement riches en informations.
Par la suite le premier prototype fut modifié et équipé d'une aile ogivale destinée à équiper le Concorde. Il reçut alors la désignation BAC 221. Un programme similaire est mené en URSS avec le Mikoyan-Gourevitch MiG-21I Analog.

## Description
Le Delta 2 possède une aile delta en position médiane sur un fuselage étroit conçu autour du moteur Rolls-Royce Avon. Les entrées d'air de situent de part et d'autre du fuselage à l'emplanture de l'aile.
L'une des particularités de l'appareil tient à son nez basculant (comme sur le Concorde). En effet, la longueur de son nez empêche d'avoir une bonne vision vers l'avant lors des mouvements au sol ; ainsi le nez et le cockpit s'abaissent selon un angle de 10°.

## Survivants
Le premier prototype sous sa forme BAC 221 et immatriculé WG774 est visible aux côtés du Concorde, au Fleet Air Arm Museum (en) à Yeovilton.
Le second prototype immatriculé WG777 est lui exposé au côté d'autres appareils expérimentaux supersoniques au Royal Air Force Museum à Cosford.

## Sources
- L'Encyclopédie des avions civils et militaires  (trad. Christian Muguet), Nov'Edit, 2004, 446 p. (ISBN 2-915363-17-X et 0-7858-1185-0)

- (en) Cet article est partiellement ou en totalité issu de l’article de Wikipédia en anglais intitulé « Fairey Delta 2 » (voir la liste des auteurs).

### Développement lié
- Fairey Delta 1 (en)

### Aéronefs comparables
- Dassault Mirage
- English Electric P1A
- Bristol 188
- Avro 707C